# Église Saint-Pierre de Molsheim
L'église Saint-Pierre dite Dompeter, ou plus simplement appelée le Dompeter, est l'ancienne église paroissiale de Molsheim. Située à la limite du ban communal mitoyen avec Avolsheim, son nom signifie « maison de Pierre - Domus Petri ». Réputée être la plus vieille église d'Alsace, on sait qu'elle a été consacrée par le pape alsacien Léon IX entre  1049 et 1053 alors que la légende la ferait remonter à la fin de l'empire romain ou aux premiers siècles de la chrétienté.

## Historique
Saint Materne, évangélisateur de l'Alsace, mourut de n'avoir pas pu convertir Argentoratum (Strasbourg) au christianisme. Ses compagnons de route, Valère et Euchaire cachèrent son corps à Ehl appelé maintenant Benfeld, et se rendirent à Rome annoncer son décès à Pierre. Celui-ci leur reprocha leur manque de foi, leur confia son bourdon (bâton de pèlerin) et leur ordonna de le donner à Materne. De retour en Alsace, ils firent comme le leur avait indiqué saint Pierre et Materne ressuscita. L'annonce de ce miracle entraîna de nombreuses conversions dans toute la région. Rejoint par Pétronille, la fille spirituelle de Pierre sur la route romaine allant du mont Sainte-Odile à Saverne, Materne y édifia le Dompeter.
Dans cette légende, Materne est un disciple de saint Pierre, mais Euchaire a été le premier évêque de Trèves, dans la seconde moitié du IIIe siècle.
Le nom de Dompeter doit dériver de Dom(i)nus Petrus. Le Dompeter était l'église paroissiale de Molsheim et d'Avolsheim. Une charte de 1337 la désigne comme l'église-mère (matrix capella) de Molsheim. L'église a dû perdre ce rôle quand, au moment de la Réforme, des ordres religieux ont quitté Strasbourg pour s'installer à Molsheim.
Des fouilles menées du 22 au 31 mai 1914 par Georg Weise, enseignant à l'université de Tübingen, révélèrent des traces d'un édifice daté du VIIe siècle.
La notice historique d'Altorf, écrite vers 1264, indique que l'église restaurée a été consacrée par le pape Léon IX. De style roman, l'église actuelle a été reconstruite en conservant les largeurs des nefs du XIe siècle mais les allongeant.
L'église a subi des transformations au cours des siècles suivants dont la plus importante est la reconstruction de la tour, détruite en partie par la foudre en 1746. Les fondations du mur sud ont été refaites en 1828 et le chœur polygonal date de 1835.
Bien que située sur le ban communal de Molsheim, le Dompeter appartient à la commune d'Avolsheim, le cimetière jouxtant l'église étant le cimetière communal. Elle sera l'église communale en alternance avec l'église Saint-Ulrich (aujourd'hui détruite) et l'église Saint-Materne construite au cœur du village au début du XXe siècle.
Le Dompeter est laissé à l'abandon jusqu'en 1933, date à laquelle les scouts de France, avec l'accord de l'évêché, entreprennent sa restauration avec l'appui des services des Beaux-Arts et la participation de la population d'Avolsheim. Consacré par Mgr Ruch le 1er juillet 1934, c'est depuis un lieu de pèlerinage pour le mouvement scout.
En 1972 puis en 1978, des éléments de décoration du sanctuaire sont volés, en particulier des statuettes polychromes du XVIe siècle. Le reste du mobilier est par la suite placé à l'abri et l'église est désormais placée sous vidéo-surveillance.

## Anecdotes
En mai 1980, réalisation de la sonnerie automatique par la société Voegele.
La cloche n° 3 (La#) elle fut coulée en 1865 par Louis Edel de Strasbourg.
La cloche n° 2 (Fa#) elle fut coulée en 1814 par Jean-Louis I Edel de Strasbourg.
La cloche n° 1 (Ré#) fut coulée en 1806 par Mathieu III Edel de Strasbourg.
Les cloches n° 1 et 2 furent issues de la cathédrale Notre-Dame de Strasbourg, la n° 3 de l'église Saint-Symphorien d'Ilkirch-Graffenstaden.

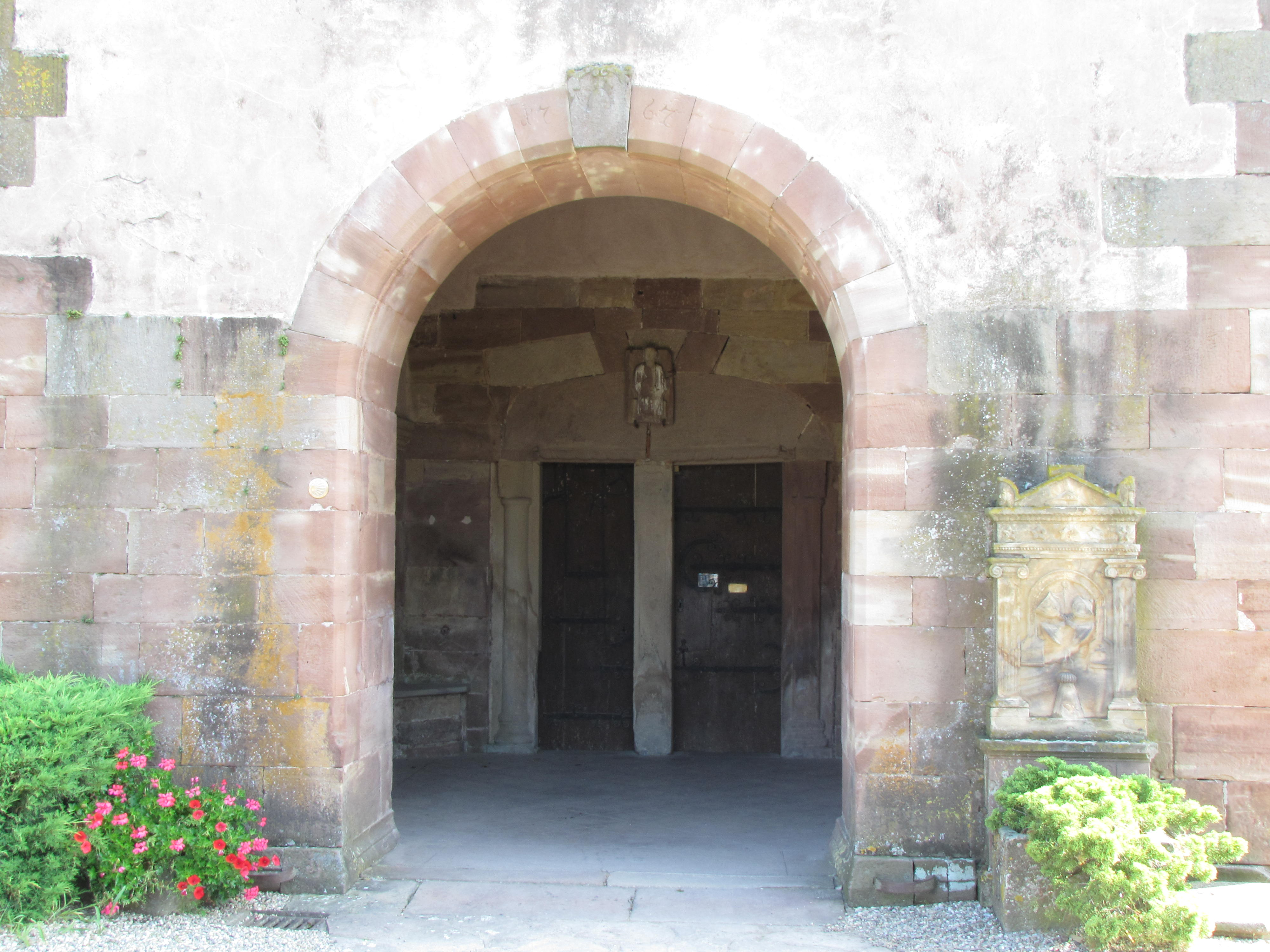
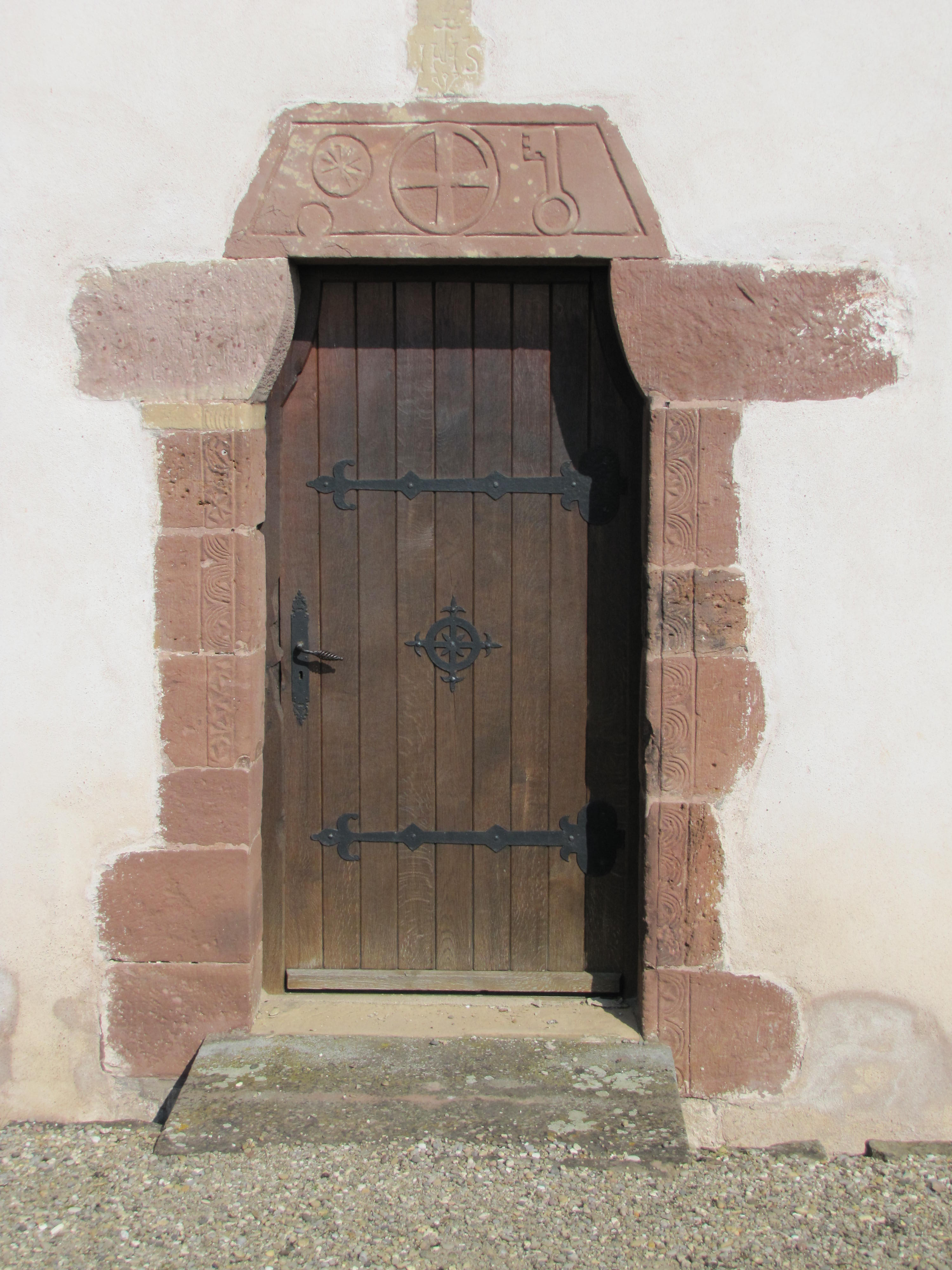
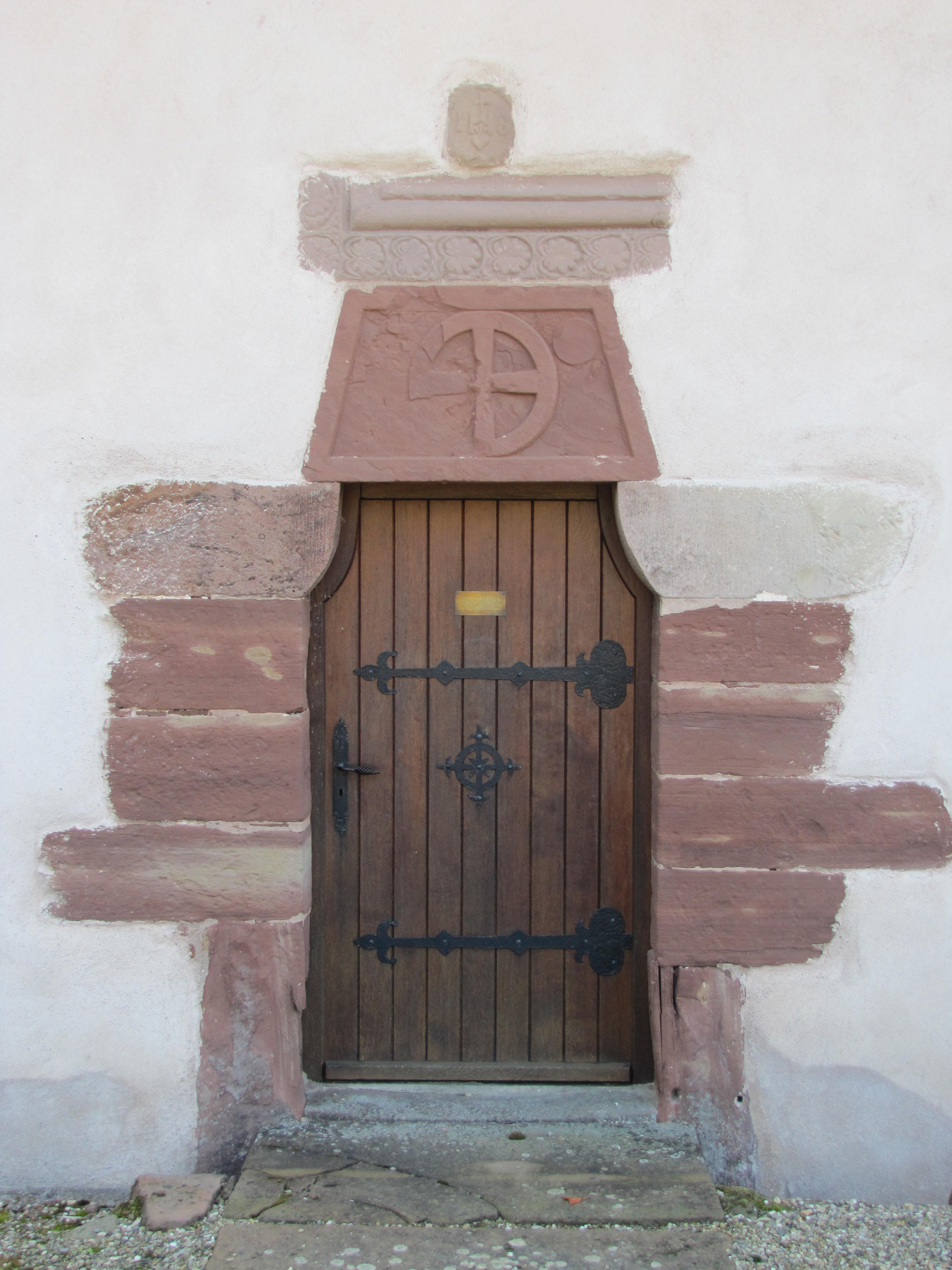
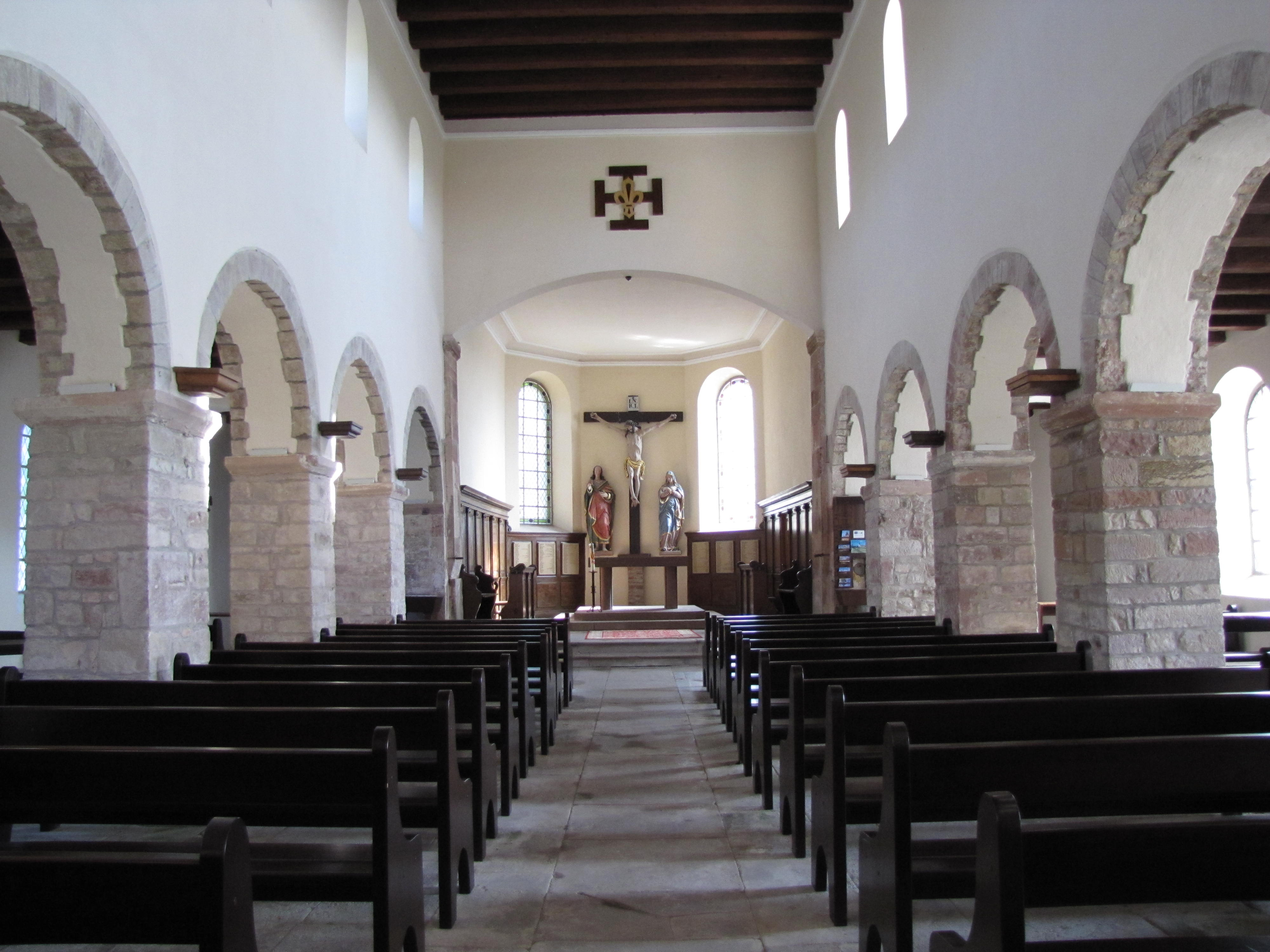
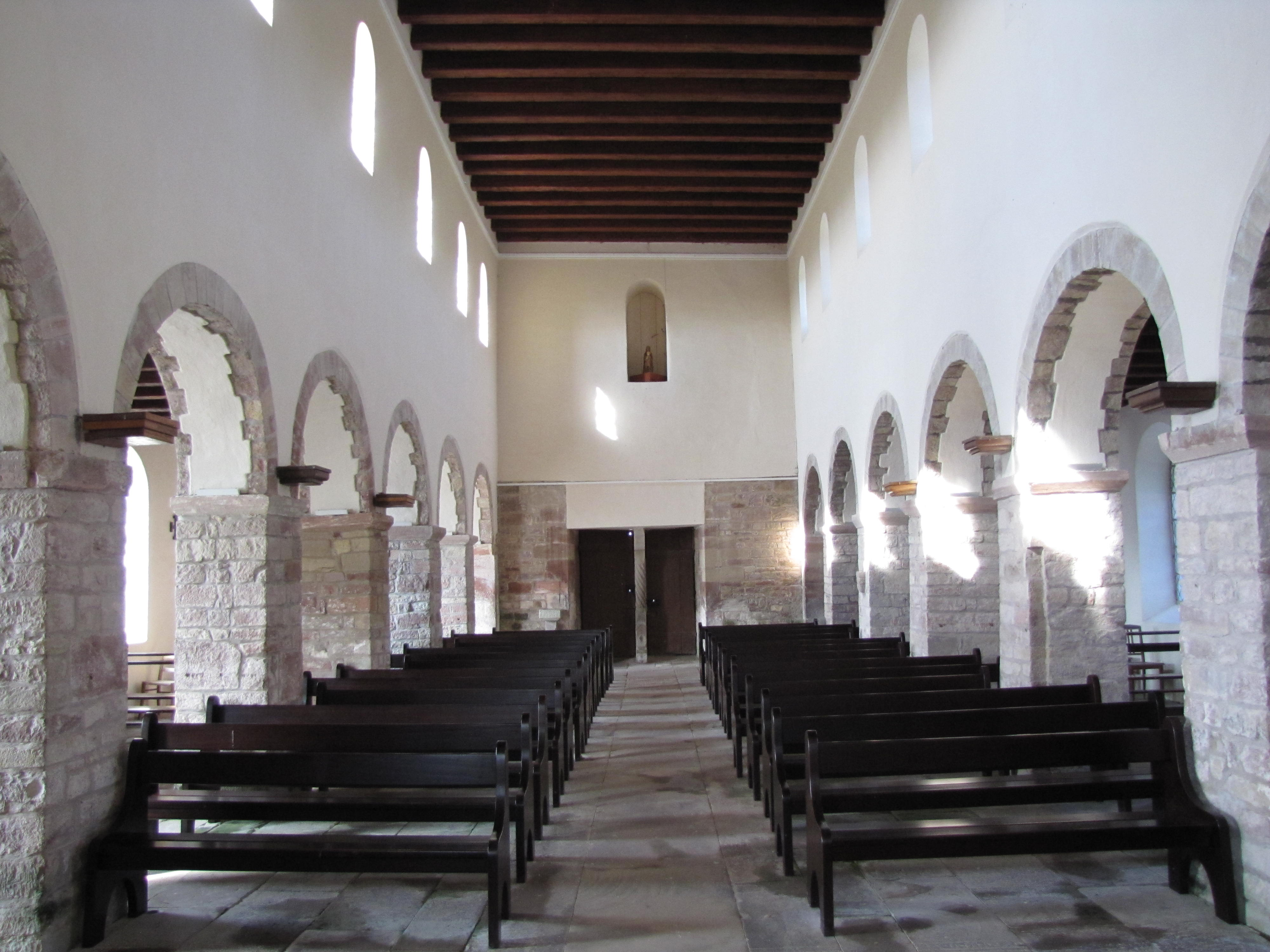